# Nazgul Tazhigulova
Nazgul Tazhigulova (en kazajo: Назгул Тажигулова; 3 de junio de 1986) es una deportista kazaja que compitió en taekwondo. Ganó una medalla de bronce en el Campeonato Mundial de Taekwondo de 2007, en la categoría de –51 kg.

## Palmarés internacional
| Campeonato Mundial | Campeonato Mundial | Campeonato Mundial | Campeonato Mundial |
| Año                | Lugar              | Medalla            | Categoría          |
| ------------------ | ------------------ | ------------------ | ------------------ |
| 2007               | Pekín (China)      | Medalla de bronce  | –51 kg             |